# اتیل گلوکورونید
اتیل گلوکورونید به صورت خلاصه EtG یک متابولیت اتانول است که در بدن در اثر تماس با اتانول طی گلوکورونیداسیون ایجاد می‌شود. تماس با اتانول معمولاً با مصرف نوشیدنی‌های الکلی ایجاد می‌شود. از اتیل گلوکورونید به عنوان یک نشانگر زیستی در تشخیص اینکه افراد نوشیدنی الکلی مصرف کرده‌اند یا خیر استفاده می‌شود که در جاهایی که الکل ممنوع است مانند ارتش، گروه‌های درمان افراد الکلی، برنامه‌های حرفه ای نظارت بر زندگی افراد مانند وکیل‌ها، خلبانان خطوط هوایی که اعتیاد خود را ترک کرده‌اند و کارمندان بخش سلامت، مدرسه‌ها، کلینیک‌های پیوند کبد یا بیماران نجات یافته از سوء مصرف الکل کاربرد دارد. علاوه بر موارد یاد شده می‌توان با بررسی ناخن و موهای افراد تشخیص داد که در طول یک بازهٔ زمانی آیا افراد الکل مصرف کرده‌اند یا خیر. البته اثر الکل بر ناخن و مو چندان قابل اعتماد نیست و نمی‌تواند بار قانونی برای افراد ایجاد کند.

## ایرادها
آزمون تشخیص الکل صد در صد قابل اطمینان نیست چون به آسانی می‌تواند نتایج مثبت نادرست بدست دهد برای نمونه اگر فرد در اثر عاملی غیر از نوشیدن در معرض الکل قرار گیرد همچنان آزمون مثبت نشان می‌دهد مانند موارد استفاده از دهانشویه‌های دارای الکل.